# Glaphyromorphus brongersmai
Glaphyromorphus brongersmai är en ödleart som beskrevs av  Storr 1972. Glaphyromorphus brongersmai ingår i släktet Glaphyromorphus och familjen skinkar. Inga underarter finns listade i Catalogue of Life.